# Kamienica przy pl. Wolności 10 we Wrocławiu
Kamienica przy pl. Wolności 10 – zabytkowa kamienica we Wrocławiu, znajdująca się przy Placu Wolności we Wrocławiu, pierwszy wrocławski monumentalny gmach bankowy o fasadach licowany kamieniem.   

## Historia kamienicy
Budynek został wzniesiony w 1876 roku jako gmach bankowy. Inwestycja została zainicjowana przez Bank Rzeszy (Reichbank), który powstał w 1875 roku, w miejsce Banku Królewskiego przekształconego w 1846 roku w Bank Pruski. Ówczesna siedziba banku znajdowała się w budynku konwiktu Świętego Józefa przy ul. Kuźniczej 35. Projektantem gmachu był Johann Eduard Jacobsthal, berliński projektant, autor projektów budynków bankowych w Hanowerze, Kassel i Kolonii; nauczyciel m.in. Richarda Plüddemanna.
Budynek został wzniesiony w duchu helleńskiego renesansu, nawiązując do włoskich pałaców miejskich i tamtejszych gmachów bankowych. Swoją formą nawiązywał do istniejących już przy Forum Królewskie reprezentatywnych budynków stworzonych i zaprojektowanych przez cenionych architektów: południowego skrzydła Pałacu Królewskiego autorstwa Friedricha Stülera, budynku Generalnej Komendantury i Teatru Miejskiego autorstwa obu Carla Langhansa a po pożarze Carla Lüdecke, budynku Nowej Giełdy również autorstwa Lüdecke oraz gamach Stanów Śląskich a od 1899 siedziba Śląskiego Muzeum Rzemiosła Artystycznego i Starożytności. Wszystkie te budynki utrzymane były w stylach spokojnego renesansu florenckiego lub ceglanego neogotyku. W latach 1922–1928 kamienica została nieznacznie przebudowana. Budynek do 1945 roku był siedzibą Banku Rzeszy. W 1945 roku w jego murach otworzono siedzibę Narodowego Banku Polskiego.  

## Opis architektoniczny
Nowa siedziba banku była czterokondygnacyjnym budynkiem wzniesionym na planie litery "U", o dwunastoosiowej fasadzie i sześcioosiowym ryzalicie w jej części centralnej. Boczne oficyny otaczały wewnętrzny brukowany dziedziniec. Część parterowa jak i mezzanin była boniowana. Cała fasada licowana była kamieniem (piaskowcem) co podnosiło rangę budowli i stanowiło pierwszą taką próbą dla budynków komercyjnych. Fasada podzielona była horyzontalnymi gzymsami podokiennymi a nad częścią parterową umieszczono fryz. Całość zamykał wydatny gzyms wieńczący wsparty na krokosztynach. Pomiędzy oknami mezzanina, nad parterem umieszczone zostały rzeźbione lwie głowy a poniżej, w skrajnych osiach pozornego ryzalitu ślepe tarcze heraldyczne.  Budynek nakryty był dwuspadowym dachem o małym nachyleniu. Do budynku prowadziły dwa wejścia umieszczone w skrajnych osiach, przy czym wejście wschodnie, jego portalowi nadano bogatszą formę aediculi. Również elewacje tylne otrzymały bogatą w szczegóły dekorację. 
Niemal całą część parterową zajmowała sala operacyjna. usytuowana wzdłuż osi poprzecznej gmachu, podzielona dwoma rzędami filarów olicowanymi płytkami imitującymi zielony marmur. W latach 1922–1928 gmach był nieznacznie przebudowany. Inny drobny remont miał miejsce w 1936 roku.

## Po 1945 roku
W 1946 roku budynek dostosowano do potrzeb nowego banku. Dobudowano szereg ścian działowych, oblicowano ściany i słupy w sali operacyjnej. Nad wejściem głównym, w portalu umieszczono napis: "Narodowy Bank Polski". Do 2004 roku w gmachu znajdował się II Oddział Wrocławskiego Banku Zachodniego WBK SA. Przez kolejne 10 lat budynek stał pusty. W 2017 roku, po dwóch latach prac adaptacyjnych, w budynku otworzono pierwszy AC Hotel by Marriott w Polsce. Hotel może pomieścić ponad 200 gości w 91 pokojach.